# Liste der Stolpersteine in Gelsenkirchen-Mitte
Die Liste der Stolpersteine in Gelsenkirchen-Mitte enthält Stolpersteine, die im Rahmen des gleichnamigen Kunst-Projekts von Gunter Demnig in Gelsenkirchen in den Stadtteilen Altstadt, Bismarck, Bulmke-Hüllen, Feldmark und Schalke verlegt wurden. Mit ihnen soll Opfern des Nationalsozialismus gedacht werden, die in Gelsenkirchen lebten und wirkten. Im Stadtteil Heßler wurden bisher keine Stolpersteine verlegt.
Diese Liste ist Teil der Liste der Stolpersteine in Gelsenkirchen.

## Altstadt
| Person                   | Adresse                                   | Inschrift | Bild | weitere Informationen |
| ------------------------ | ----------------------------------------- | --- | --- | --- |
| Selma Müller             | Ahstraße 9 ⊙                              | Hier wohnte Selma Müller geb. Löwenstein Jg. 1872 Flucht 1933 Holland interniert Westerbork deportiert 1943 Sobibor ermordet 23.7.1943                | Bild gesucht Der Benutzer GeorgDerReisende ( Diskussion ) wünscht sich an dieser Stelle ein Bild vom Ort mit diesen Koordinaten 51.508091 7.094852 . Motiv: Ahstraße 9: die Stolpersteine für die Familie Müller, die Lage und das Haus Falls du dabei helfen möchtest, erklärt die Anleitung , wie das geht. BW                                | |
| Walter Müller            | Ahstraße 9 ⊙                              | Hier wohnte Walter Müller Jg. 1904 Flucht 1933 Holland interniert Westerbork deportiert 1943 Auschwitz-Birkenau ermordet 1.1.1944                     | Bild gesucht Die Wikipedia wünscht sich an dieser Stelle ein Bild vom hier behandelten Ort. Falls du dabei helfen möchtest, erklärt die Anleitung , wie das geht. BW | |
| Heinrich König           | Ahstraße 22 ⊙                             | Hier wohnte Vikar Heinrich König Jg. 1900 im christlichen Widerstand denunziert verhaftet 30.9.1941 Gefängnis Gelsenkirchen ermordet 24.8.1942 Dachau | Bild gesucht Der Benutzer GeorgDerReisende ( Diskussion ) wünscht sich an dieser Stelle ein Bild vom Ort mit diesen Koordinaten 51.508062 7.094708 . Motiv: Ahstraße 22: der Stolperstein für Heinrich König, die Lage und das Haus Falls du dabei helfen möchtest, erklärt die Anleitung , wie das geht. BW                                    | |
| Erich Lange              | Am Rundhöfchen ⊙                          | Hier ermordet 22.3.1933 Erich Lange Jg. 1913 im Widerstand                                                                                            | | |
| Carl Posner              | Arminstr. 3 ⊙                             | Hier wohnte Carl Posner Jg. 1890 deportiert 1942 Riga ermordet 1942                                                                                   | | Carl Posner wurde am 27. Juni 1890 in Gelsenkirchen geboren. Er wurde ab Gelsenkirchen am 27. Januar 1942 in das Ghetto Riga deportiert. |
| Ella Posner              | Arminstr. 3 ⊙                             | Hier wohnte Ella Posner geb. Stessmann Jg. 1901 deportiert 1942 Riga ermordet 1944 Stutthof                                                           | | deportiert ins Ghetto Riga, ermordet im KZ Stutthof                                                                                      |
| Liselotte Margot Elikan  | Arminstr. 3 ⊙                             | Hier wohnte Liselotte Margot Elikan Jg. 1924 deportiert 1942 Riga 1944 Stutthof ermordet                                                              | | |
| Lotte Posner             | Arminstr. 3 ⊙                             | Hier wohnte Lotte Posner Jg. 1930 deportiert 1942 Riga ermordet 1944 Stutthof                                                                         | | |
| Werner de Vries          | Arminstr. 3 ⊙                             | Hier wohnte Werner de Vries Jg. 1908 deportiert 1942 Riga 1944 Stutthof befreit/überlebt                                                              | | |
| Annemarie Zorek          | Augustastraße ⊙                           | Hier wohnte Annemarie Zorek Jg. 1922 deportiert 1942 Riga ermordet Juli 1944 KZ Kaiserwald                                                            | | |
| Margit Zorek             | Augustastraße ⊙                           | Hier wohnte Margit Zorek Jg. 1924 deportiert 1942 Riga ermordet Juli 1944 KZ Kaiserwald                                                               | | deportiert ins Ghetto Riga, ermordet im KZ Kaiserwald                                                                                    |
| Moritz Goldschmidt       | Augustastraße 4 ⊙                         | Hier wohnte Moritz Goldschmidt Jg. 1879 deportiert 1942 Riga ermordet                                                                                 | Bild gesucht Der Benutzer GeorgDerReisende ( Diskussion ) wünscht sich an dieser Stelle ein Bild vom Ort mit diesen Koordinaten 51.507416 7.100431 . Motiv: Augustastraße 4: die Stolpersteine für die Familie Goldschmidt, die Lage und das Haus Falls du dabei helfen möchtest, erklärt die Anleitung , wie das geht. BW                      | |
| Hedwig Goldschmidt       | Augustastraße 4 ⊙                         | Hier wohnte Hedwig Goldschmidt geb. Bauer Jg. 1884 deportiert 1942 Riga ermordet Nov. 1943                                                            | Bild gesucht Die Wikipedia wünscht sich an dieser Stelle ein Bild vom hier behandelten Ort. Falls du dabei helfen möchtest, erklärt die Anleitung , wie das geht. BW | |
| Werner Goldschmidt       | Augustastraße 4 ⊙                         | Hier wohnte Werner Goldschmidt Jg. 1909 deportiert 1942 Riga 1944 Stutthof 1945 Buchenwald befreit/überlebt                                           | Bild gesucht Die Wikipedia wünscht sich an dieser Stelle ein Bild vom hier behandelten Ort. Falls du dabei helfen möchtest, erklärt die Anleitung , wie das geht. BW | |
| Else Goldschmidt         | Augustastraße 4 ⊙                         | Hier wohnte Else Goldschmidt verh. Mendel Jg. 1916 Flucht 1937 USA                                                                                    | Bild gesucht Die Wikipedia wünscht sich an dieser Stelle ein Bild vom hier behandelten Ort. Falls du dabei helfen möchtest, erklärt die Anleitung , wie das geht. BW | |
| Leo Gompertz             | Bahnhofstraße 22 ⊙                        | Hier wohnte Leo Gompertz Jg. 1887 Flucht 1939 Holland 1940 USA                                                                                        | Bild gesucht Der Benutzer GeorgDerReisende ( Diskussion ) wünscht sich an dieser Stelle ein Bild vom Ort mit diesen Koordinaten 51.508764 7.097213 . Motiv: Bahnhofstraße 22: die Stolpersteine für die Familie Gompert, die Lage und das Haus Falls du dabei helfen möchtest, erklärt die Anleitung , wie das geht. BW                         | |
| Betty Gompertz           | Bahnhofstraße 22 ⊙                        | Hier wohnte Betty Gompertz geb. Isacson Flucht 1939 Holland 1939 USA                                                                                  | Bild gesucht Die Wikipedia wünscht sich an dieser Stelle ein Bild vom hier behandelten Ort. Falls du dabei helfen möchtest, erklärt die Anleitung , wie das geht. BW | |
| Albert Gompertz          | Bahnhofstraße 22 ⊙                        | Hier wohnte Albert Gompertz Jg. 1921 Flucht 1939 Holland 1939 USA                                                                                     | Bild gesucht Die Wikipedia wünscht sich an dieser Stelle ein Bild vom hier behandelten Ort. Falls du dabei helfen möchtest, erklärt die Anleitung , wie das geht. BW | |
| Fritz Gompertz           | Bahnhofstraße 22 ⊙                        | Hier wohnte Fritz Gompertz Jg. 1924 Flucht 1939 Holland 1939 USA                                                                                      | Bild gesucht Die Wikipedia wünscht sich an dieser Stelle ein Bild vom hier behandelten Ort. Falls du dabei helfen möchtest, erklärt die Anleitung , wie das geht. BW | |
| Rolf Gompertz            | Bahnhofstraße 22 ⊙                        | Hier wohnte Rolf Gompertz 1928 Flucht 1938 Holland 1939 USA                                                                                           | Bild gesucht Die Wikipedia wünscht sich an dieser Stelle ein Bild vom hier behandelten Ort. Falls du dabei helfen möchtest, erklärt die Anleitung , wie das geht. BW | |
| Dr. Alfred Alsberg       | Bahnhofstraße 55–65 ⊙                     | Hier wohnte Dr. Alfred Alsberg Jg. 1883 Kaufhaus Alsberg 1933 'arisiert' deportiert 1941 Łodz/Litzmannstadt ermordet 14.11.1943                       | | |
| Isidor Goldblum          | Bahnhofstraße 62 ⊙                        | Hier arbeitete Isidor Goldblum ... | Bild gesucht Der Benutzer GeorgDerReisende ( Diskussion ) wünscht sich an dieser Stelle ein Bild vom Ort mit diesen Koordinaten 51.507324 7.09949 . Motiv: Bahnhofstraße 62: der Stolperstein für Isidor Goldblum, die Lage und das Haus Falls du dabei helfen möchtest, erklärt die Anleitung , wie das geht. BW                               | |
| Erna Goldbach            | Bahnhofsvorplatz 6                        | Hier wohnte Erna Goldbach Jg. 1891 deportiert 1942 Riga Riga-Kaiserwald ermordet Juli 1944                                                            | Bild gesucht Der Benutzer GeorgDerReisende ( Diskussion ) wünscht sich an dieser Stelle ein Bild vom Ort mit diesen Koordinaten 51.505674 7.101252 . Motiv: Bahnhofsvorplatz 6: der Stolperstein für Erna Goldbach, die Lage und das Haus Falls du dabei helfen möchtest, erklärt die Anleitung , wie das geht. BW                              | |
| Moritz Back              | Ebertstraße 1 ⊙                           | Hier wohnte Moritz Back Jg. 1880 deportiert 1942 Theresienstadt tot 20.12.1942                                                                        | Bild gesucht Der Benutzer GeorgDerReisende ( Diskussion ) wünscht sich an dieser Stelle ein Bild vom Ort mit diesen Koordinaten 51.510366 7.093682 . Motiv: Ebertstraße 1: die Stolpersteine für die Familie Back, die Lage und das Haus Falls du dabei helfen möchtest, erklärt die Anleitung , wie das geht. BW                               | |
| Paula Back               | Ebertstraße 1 ⊙                           | Hier wohnte Paula Back geb. Hecht Jg. 1893 deportiert 1942 Theresienstadt 1943 Auschwitz ermordet 29.1.1943                                           | Bild gesucht Die Wikipedia wünscht sich an dieser Stelle ein Bild vom hier behandelten Ort. Falls du dabei helfen möchtest, erklärt die Anleitung , wie das geht. BW | |
| Hilde Back               | Ebertstraße 1 ⊙                           | Hier wohnte Hilde Back Jg. 1922 Flucht 1940 Schweden überlebt                                                                                         | Bild gesucht Die Wikipedia wünscht sich an dieser Stelle ein Bild vom hier behandelten Ort. Falls du dabei helfen möchtest, erklärt die Anleitung , wie das geht. BW | |
| Ernst Back               | Ebertstraße 1 ⊙                           | Hier wohnte Ernst Back Jg. 1923 Kindertransport 1939 Schweden überlebt                                                                                | Bild gesucht Die Wikipedia wünscht sich an dieser Stelle ein Bild vom hier behandelten Ort. Falls du dabei helfen möchtest, erklärt die Anleitung , wie das geht. BW | |
| Klaus Back               | Ebertstraße 1 ⊙                           | Hier wohnte Klaus Back Jg. Jg. 1928 Kindertransport 1939 Schweden überlebt                                                                            | Bild gesucht Die Wikipedia wünscht sich an dieser Stelle ein Bild vom hier behandelten Ort. Falls du dabei helfen möchtest, erklärt die Anleitung , wie das geht. BW | |
| Elisabeth Makowiak       | Florastraße 76 ⊙                          | Hier wohnte Elisabeth Makowiak Jg. 1912 verhaftet 1935 Gefängnis Gelsenkirchen entlassen 1935 öffentlich gedemütigt 1935 'Prangermarsch'              | Bild gesucht Der Benutzer GeorgDerReisende ( Diskussion ) wünscht sich an dieser Stelle ein Bild vom Ort mit diesen Koordinaten 51.51502 7.100899 . Motiv: Florastraße 76: der Stolperstein für Elisabeth Makowiak, die Lage und das Haus Falls du dabei helfen möchtest, erklärt die Anleitung , wie das geht. BW                              | |
| Regina Spanier           | Florastraße 84 ⊙                          | Hier wohnte Regina Spanier geb. Hermann Jg. 1868 deportiert 1942 ermordet 1943 in Riga                                                                | Bild gesucht Der Benutzer GeorgDerReisende ( Diskussion ) wünscht sich an dieser Stelle ein Bild vom Ort mit diesen Koordinaten 51.515122 7.101528 . Motiv: Florastraße 84: der Stolperstein für Regina Spanier, die Lage und das Haus Falls du dabei helfen möchtest, erklärt die Anleitung , wie das geht. BW                                 | |
| Dr. Siegfried Galliner   | Gildenstraße 4/Platz der Alten Synagoge ⊙ | Rabbiner Dr. Siegfried Galliner Jg. 1875 Opfer des Pogroms 1938 Flucht 1939 England                                                                   | Bild gesucht Der Benutzer GeorgDerReisende ( Diskussion ) wünscht sich an dieser Stelle ein Bild vom Ort mit diesen Koordinaten 51.510367 7.096967 . Motiv: Gildenstraße 4 Ecke Platz der Alten Synagoge: der Stolperstein für Dr. Siegfried Galliner Falls du dabei helfen möchtest, erklärt die Anleitung , wie das geht. BW                  | |
| Josef Schlossstein       | Gildenstraße 7 ⊙                          | Hier wohnte Josef Schlossstein Jg. 1870 deportiert 1942 Theresienstadt ermordet 16.9.1942                                                             | Bild gesucht Der Benutzer GeorgDerReisende ( Diskussion ) wünscht sich an dieser Stelle ein Bild vom Ort mit diesen Koordinaten 51.510468 7.096881 . Motiv: Gildenstraße 7: die Stolpersteine für das Ehepaar Schlossstein, die Lage und das Haus Falls du dabei helfen möchtest, erklärt die Anleitung , wie das geht. BW                      | |
| Ida Schlossstein         | Gildenstraße 7 ⊙                          | Hier wohnte Ida Schlossstein geb. Schnock JG. 1875 deportiert 1942 Theresienstadt ermordet in Treblinka                                               | Bild gesucht Die Wikipedia wünscht sich an dieser Stelle ein Bild vom hier behandelten Ort. Falls du dabei helfen möchtest, erklärt die Anleitung , wie das geht. BW | |
| Paul Grüneberg           | Hauptstraße 16 ⊙                          | Hier wohnte Paul Grüneberg Jg. 1892 deportiert 1942 Riga ermordet 1945 in Stutthof                                                                    | Bild gesucht Der Benutzer GeorgDerReisende ( Diskussion ) wünscht sich an dieser Stelle ein Bild vom Ort mit diesen Koordinaten 51.511368 7.095848 . Motiv: Hauptstraße 16: die Stolpersteine für die Familie Grüneberg, die Lage und das Haus Falls du dabei helfen möchtest, erklärt die Anleitung , wie das geht. BW                         | |
| Helene Grüneberg         | Hauptstraße 16 ⊙                          | Hier wohnte Helene Grüneberg geb. Levy Jg. 1897 deportiert 1942 Riga ermordet 1945 in Stutthof                                                        | Bild gesucht Die Wikipedia wünscht sich an dieser Stelle ein Bild vom hier behandelten Ort. Falls du dabei helfen möchtest, erklärt die Anleitung , wie das geht. BW | |
| Helene 'Hella'Grüneberg  | Hauptstraße 16 ⊙                          | Hier wohnte Helene 'Hella' Grüneberg Jg. 1932 deportiert 1942 Riga ermordet 1945 in Stutthof                                                          | Bild gesucht Die Wikipedia wünscht sich an dieser Stelle ein Bild vom hier behandelten Ort. Falls du dabei helfen möchtest, erklärt die Anleitung , wie das geht. BW | |
| Lore Grünberg            | Hauptstraße 16 ⊙                          | Hier wohnte Lore Grünberg Jg. 1925 deportiert 1942 Riga 1944 Stutthof 1945 Todesmarsch befreit                                                        | Bild gesucht Die Wikipedia wünscht sich an dieser Stelle ein Bild vom hier behandelten Ort. Falls du dabei helfen möchtest, erklärt die Anleitung , wie das geht. BW | |
| Hermann Cohn             | Hauptstraße 60 ⊙                          | Hier lernte Hermann Cohn Jg. 1921 Flucht 1938 Holland 1939 USA                                                                                        | Bild gesucht Der Benutzer GeorgDerReisende ( Diskussion ) wünscht sich an dieser Stelle ein Bild vom Ort mit diesen Koordinaten 51.513176 7.099898 . Motiv: Hauptstraße 60: die Stolpersteine für ehemalige Schüler des Grillo-Gymnasiums, die Lage und das Haus Falls du dabei helfen möchtest, erklärt die Anleitung , wie das geht. BW       | |
| Horst Karl Elias         | Hauptstraße 60 ⊙                          | Hier lernte Horst Karl Elias Jg. 1920 Flucht 1939 Holland interniert Westerbork deportiert 1943 Auschwitz ermordet 27.2.1944                          | Bild gesucht Die Wikipedia wünscht sich an dieser Stelle ein Bild vom hier behandelten Ort. Falls du dabei helfen möchtest, erklärt die Anleitung , wie das geht. BW | |
| Erich Lilienthal         | Hauptstraße 60 ⊙                          | Hier lernte Erich Lilienthal Jg. 1921 'Schutzhaft' 1938 deportiert 1942 Riga Arbeitslager Precu ermordet                                              | Bild gesucht Die Wikipedia wünscht sich an dieser Stelle ein Bild vom hier behandelten Ort. Falls du dabei helfen möchtest, erklärt die Anleitung , wie das geht. BW | |
| Ernst Back               | Hauptstraße 60 ⊙                          | Hier lernte Ernst Back Jg. 1923 Kindertransport 1939 Schweden                                                                                         | Bild gesucht Die Wikipedia wünscht sich an dieser Stelle ein Bild vom hier behandelten Ort. Falls du dabei helfen möchtest, erklärt die Anleitung , wie das geht. BW | |
| Günter Schönenberg       | Hauptstraße 60 ⊙                          | Hier lernte Günter Schönenberg Jg. 1920 Flucht 1938 Holland 1943 Frankreich Schweden                                                                  | Bild gesucht Die Wikipedia wünscht sich an dieser Stelle ein Bild vom hier behandelten Ort. Falls du dabei helfen möchtest, erklärt die Anleitung , wie das geht. BW | |
| Albert Gompertz          | Hauptstraße 60 ⊙                          | Hier lernte Albert Gompertz Jg. 1921 Flucht 1939 Holland 1939 USA                                                                                     | Bild gesucht Die Wikipedia wünscht sich an dieser Stelle ein Bild vom hier behandelten Ort. Falls du dabei helfen möchtest, erklärt die Anleitung , wie das geht. BW | |
| Fritz Gompertz           | Hauptstraße 60 ⊙                          | Hier lernte Fritz Gompertz Jg. 1924 Flucht 1939 Holland 1939 USA                                                                                      | Bild gesucht Die Wikipedia wünscht sich an dieser Stelle ein Bild vom hier behandelten Ort. Falls du dabei helfen möchtest, erklärt die Anleitung , wie das geht. BW | |
| Walter Hes               | Hauptstraße 60 ⊙                          | Hier lernte Walter Hes Jg. 1924 Flucht 1936 Holland interniert Westerbork deportiert 1942 Auschwitz ermordet 17.8.1942                                | Bild gesucht Die Wikipedia wünscht sich an dieser Stelle ein Bild vom hier behandelten Ort. Falls du dabei helfen möchtest, erklärt die Anleitung , wie das geht. BW | |
| Wolfgang Maas            | Hauptstraße 60 ⊙                          | Hier lernte Wolfgang Maas Jg. 1920 Flucht 1936 Holland mit Hilfe interniert Westerbork deportiert 1944 Auschwitz ermordet 21.1.1945                   | Bild gesucht Die Wikipedia wünscht sich an dieser Stelle ein Bild vom hier behandelten Ort. Falls du dabei helfen möchtest, erklärt die Anleitung , wie das geht. BW | |
| Markus Jeckel            | Hauptstraße 63 ⊙                          | Hier wohnte Markus Jeckel Jg. 1880 'Polenaktion' 1938 Bentschen/Zbaszyn Schicksal unbekannt                                                           | Bild gesucht Der Benutzer GeorgDerReisende ( Diskussion ) wünscht sich an dieser Stelle ein Bild vom Ort mit diesen Koordinaten 51.513877 7.100906 . Motiv: Hauptstraße 63: die Stolpersteine für die Familie Jeckel, die Lage und das Haus Falls du dabei helfen möchtest, erklärt die Anleitung , wie das geht. BW                            | |
| Cilla Jeckel             | Hauptstraße 63 ⊙                          | Hier wohnte Cilla Jeckel geb. Giller Jg. 1889 'Polenaktion' 1938 Bentschen/Zbaszyn Schicksal unbekannt                                                | Bild gesucht Die Wikipedia wünscht sich an dieser Stelle ein Bild vom hier behandelten Ort. Falls du dabei helfen möchtest, erklärt die Anleitung , wie das geht. BW | |
| Isidor Jeckel            | Hauptstraße 63 ⊙                          | Hier wohnte Isidor Jeckel Jg. 1922 Jg. 1889 'Polenaktion' 1938 Bentschen/Zbaszyn Schicksal unbekannt                                                  | Bild gesucht Die Wikipedia wünscht sich an dieser Stelle ein Bild vom hier behandelten Ort. Falls du dabei helfen möchtest, erklärt die Anleitung , wie das geht. BW | |
| Ernst Ullendorf          | Husemannstraße 33 ⊙                       | Hier wohnte Ernst Ullendorf Jg. 1879 Flucht 1938 Holland interniert Westerbork deportiert 1943 Sobibor ermordet 20.3.1943                             | Bild gesucht Der Benutzer GeorgDerReisende ( Diskussion ) wünscht sich an dieser Stelle ein Bild vom Ort mit diesen Koordinaten 51.506876 7.100906 . Motiv: Husemannstraße 33: die Stolpersteine für die Familie Ullendorff, die Lage und das Haus Falls du dabei helfen möchtest, erklärt die Anleitung , wie das geht. BW                     | |
| Emma Ullendorf           | Husemannstraße 33 ⊙                       | Hier wohnte Emma Ullendorf geb. Samaskewitz Jg. 1874 Flucht 1938 Holland interniert Westerbork deportiert 1943 Sobibor ermordet 20.3.1943             | Bild gesucht Die Wikipedia wünscht sich an dieser Stelle ein Bild vom hier behandelten Ort. Falls du dabei helfen möchtest, erklärt die Anleitung , wie das geht. BW | |
| Hans-Heinrich Ullendorf  | Husemannstraße 33 ⊙                       | Hier wohnte Hans-Heinrich Ullendorf Jg. 1910 Flucht 1939 West Indien                                                                                  | Bild gesucht Die Wikipedia wünscht sich an dieser Stelle ein Bild vom hier behandelten Ort. Falls du dabei helfen möchtest, erklärt die Anleitung , wie das geht. BW | |
| Leibisch Grün            | Husemannstraße 39 ⊙                       | Hier wohnte Leibisch Grün Jg. 1902 deportiert 1942 Riga ermordet Nov. 1943                                                                            | Bild gesucht Der Benutzer GeorgDerReisende ( Diskussion ) wünscht sich an dieser Stelle ein Bild vom Ort mit diesen Koordinaten 51.507041 7.097346 . Motiv: Husemannstraße 39: die Stolpersteine für die Familie Grün, die Lage und das Haus Falls du dabei helfen möchtest, erklärt die Anleitung , wie das geht. BW                           | |
| Eva Grün                 | Husemannstraße 39 ⊙                       | Hier wohnte Eva Grün geb. Spiegel Jg. 1907 deportiert 1942 Riga ermordet Nov. 1943                                                                    | Bild gesucht Die Wikipedia wünscht sich an dieser Stelle ein Bild vom hier behandelten Ort. Falls du dabei helfen möchtest, erklärt die Anleitung , wie das geht. BW | |
| Esther Grün              | Husemannstraße 39 ⊙                       | Hier wohnte Esther Grün Jg. 1929 deportiert 1942 Riga ermordet Nov. 1943                                                                              | Bild gesucht Die Wikipedia wünscht sich an dieser Stelle ein Bild vom hier behandelten Ort. Falls du dabei helfen möchtest, erklärt die Anleitung , wie das geht. BW | |
| Hella Grün               | Husemannstraße 39 ⊙                       | Hier wohnte Hella Grün Jg. 1930 mit Hilfe Flucht 1938 Holland interniert Westerbork deportiert 1943 Sobibor ermordet 15.4.1943                        | Bild gesucht Die Wikipedia wünscht sich an dieser Stelle ein Bild vom hier behandelten Ort. Falls du dabei helfen möchtest, erklärt die Anleitung , wie das geht. BW | |
| Herbert Grün             | Husemannstraße 39 ⊙                       | Hier wohnte Herbert Grün Jg. 1931 mit Hilfe Flucht 1938 Holland interniert Westerbork deportiert 1943 Sobibor ermordet 10.2.1944                      | Bild gesucht Die Wikipedia wünscht sich an dieser Stelle ein Bild vom hier behandelten Ort. Falls du dabei helfen möchtest, erklärt die Anleitung , wie das geht. BW | |
| Samuel Grün              | Husemannstraße 39 ⊙                       | Hier wohnte Samuel Grün deportiert 1942 Riga ermordet Nov. 1943                                                                                       | Bild gesucht Die Wikipedia wünscht sich an dieser Stelle ein Bild vom hier behandelten Ort. Falls du dabei helfen möchtest, erklärt die Anleitung , wie das geht. BW | |
| Isidor Kahn              | Im Lörenkamp 2 ⊙                          | Hier wohnte Isidor Kahn Jg. 1872 deportiert 1942 Riga ermordet 2.11.1943                                                                              | Bild gesucht Der Benutzer GeorgDerReisende ( Diskussion ) wünscht sich an dieser Stelle ein Bild vom Ort mit diesen Koordinaten 51.509887 7.098283 . Motiv: Im Lörenkamp 2: die Stolpersteine für Isidor Kahn und Elias Finger und deren Lage Falls du dabei helfen möchtest, erklärt die Anleitung , wie das geht. BW                          | |
| Elias Finger             | Im Lörenkamp 2 ⊙                          | Hier wohnte Elias Finger Jg. 1903 seit 1938 mehrmals verhaftet Flucht 1940 Slowakei mehrere Internierungslager mit Hilfe überlebt                     | Bild gesucht Die Wikipedia wünscht sich an dieser Stelle ein Bild vom hier behandelten Ort. Falls du dabei helfen möchtest, erklärt die Anleitung , wie das geht. BW | |
| Mathilde Wertheim        | Kolpingstraße 6 ⊙                         | Hier wohnte Mathilde Wertheim geb. Goldschmidt Jg. 1896 deportiert 1942 Riga Stutthof ermordet 2.1.1945                                               | Bild gesucht Der Benutzer GeorgDerReisende ( Diskussion ) wünscht sich an dieser Stelle ein Bild vom Ort mit diesen Koordinaten 51.507338 7.098784 . Motiv: Kolpingstraße 6: die Stolpersteine für die Familie Goldschmidt, die Lage und das Haus Falls du dabei helfen möchtest, erklärt die Anleitung , wie das geht. BW                      | |
| Fritz Goldschmidt        | Kolpingstraße 6 ⊙                         | Hier wohnte Fritz Goldschmidt Jg. 1913 deportiert 1942 Riga Stutthof ermordet 1.10.1944                                                               | Bild gesucht Die Wikipedia wünscht sich an dieser Stelle ein Bild vom hier behandelten Ort. Falls du dabei helfen möchtest, erklärt die Anleitung , wie das geht. BW | |
| Grete Goldschmidt        | Kolpingstraße 6 ⊙                         | Hier wohnte Grete Goldschmidt geb. Löwenstein Jg. 1922 deportiert 1942 Riga ermordet in Stutthof                                                      | Bild gesucht Die Wikipedia wünscht sich an dieser Stelle ein Bild vom hier behandelten Ort. Falls du dabei helfen möchtest, erklärt die Anleitung , wie das geht. BW | |
| Dr. Siegfried Gallinger  | Munckelstraße 5 ⊙                         | Hier wohnte Rabiner Dr. Siegfried Galliner Jg. 1875 Flucht 1939 England                                                                               | Bild gesucht Der Benutzer GeorgDerReisende ( Diskussion ) wünscht sich an dieser Stelle ein Bild vom Ort mit diesen Koordinaten 51.510712 7.092883 . Motiv: Munckelstraße 5: die Stolpersteine für das Ehepaar Galliner, die Lage und das Haus Falls du dabei helfen möchtest, erklärt die Anleitung , wie das geht. BW                         | |
| Rosalia Elise Galliner   | Munckelstraße 5 ⊙                         | Hier wohnte Rosalia Elise Galliner geb. Stern Jg. 1884 tot 20.12.1938 jüd. Krankenhaus Köln                                                           | Bild gesucht Die Wikipedia wünscht sich an dieser Stelle ein Bild vom hier behandelten Ort. Falls du dabei helfen möchtest, erklärt die Anleitung , wie das geht. BW | |
| Frieda Alexander         | Ringstraße 67 ⊙                           | Hier wohnte Frieda Alexander geb. Cohn Jg. 1887 deportiert 1942 Riga ermordet 26.3.1942                                                               | | |
| Dorothea Julia Alexander | Ringstraße 67 ⊙                           | Hier wohnte Dorothea Julia Alexander verh. Sassen Jg. 1915 Flucht Holland interniert Westerbork deportiert 1943 Auschwitz ermordet 1.12.1944          | | |
| Margot Alexander         | Ringstraße 67 ⊙                           | Hier wohnte Margot Alexander Jg. 1919 Flucht 1939 Holland versteckt gelebt befreit/überlebt                                                           | | |
| Ernst Alexander          | Ringstraße 67 ⊙                           | Hier wohnte Ernst Alexander Jg. 1922 Kindertransport 1938 USA                                                                                         | | |
| Hermann Joseph           | Ringstraße 67 ⊙                           | Hier wohnte Hermann Joseph Jg. 1874 'Schutzhaft' 9.9.1939 Sachsenhausen entlassen Feb. 1940 deportiert 1942 ermordet in Riga                          | | |
| Siegfried Joseph         | Ringstraße 67 ⊙                           | Hier wohnte Siegfried Joseph Jg. 1906 deportiert 1942 Riga 1944 Stutthof 1945 Buchenwald befreit                                                      | | |
| Marianne Joseph          | Ringstraße 67 ⊙                           | Hier wohnte Marianne Joseph geb. Cohn Jg. 1884 deportiert 1942 Riga 1944 Stutthof ermordet                                                            | | |
| Isidor Wollenberg        | Von-der-Recke-Straße 6 ⊙                  | Hier wohnte Isidor Wollenberg Jg. 1873 deportiert 1942 ermordet 1942 im Ghetto Warschau                                                               | Bild gesucht Der Benutzer GeorgDerReisende ( Diskussion ) wünscht sich an dieser Stelle ein Bild vom Ort mit diesen Koordinaten 51.507777 7.095988 . Motiv: Von-der-Recke-Straße 6: die Stolpersteine für das Ehepaar Wollenberg, die Lage und das Haus Falls du dabei helfen möchtest, erklärt die Anleitung , wie das geht. BW                | |
| Elfriede Wollenberg      | Von-der-Recke-Straße 6 ⊙                  | Hier wohnte Elfriede Wollenberg geb. Silberberg Jg. 1873 deportiert 1942 ermordet 1942 im Ghetto Warschau                                             | Bild gesucht Die Wikipedia wünscht sich an dieser Stelle ein Bild vom hier behandelten Ort. Falls du dabei helfen möchtest, erklärt die Anleitung , wie das geht. BW | |
| Adolf Hirsch             | Von-der-Recke-Straße 9 ⊙                  | Hier wohnte Adolf Hirsch Jg. 1869 deportiert 1942 Theresienstadt ermordet 23.9.1942 Treblinka                                                         | Bild gesucht Der Benutzer GeorgDerReisende ( Diskussion ) wünscht sich an dieser Stelle ein Bild vom Ort mit diesen Koordinaten 51.507869 7.095952 . Motiv: Von-der-Recke-Straße 9: die Stolpersteine für das Ehepaar Hirsch, die Lage und das Haus Falls du dabei helfen möchtest, erklärt die Anleitung , wie das geht. BW                    | |
| Johanna Hirsch           | Von-der-Recke-Straße 9 ⊙                  | Hier wohnte Johanna Hirsch geb. Rubens Jg. 1861 deportiert 1942 Theresienstadt ermordet 23.9.1942 Treblinka                                           | Bild gesucht Die Wikipedia wünscht sich an dieser Stelle ein Bild vom hier behandelten Ort. Falls du dabei helfen möchtest, erklärt die Anleitung , wie das geht. BW | |
| Selig Uscher Krämer      | Von-der-Recke-Straße 10 ⊙                 | Hier wohnte Selig Uscher Krämer Jg. 1895 abgeschoben 1938 Bentschen Schicksal unbekannt                                                               | Bild gesucht Der Benutzer GeorgDerReisende ( Diskussion ) wünscht sich an dieser Stelle ein Bild vom Ort mit diesen Koordinaten 51.507855 7.09646 . Motiv: Von-der-Recke-Straße 10: die Stolpersteine der Familie Krämer, die Lage und das Haus Falls du dabei helfen möchtest, erklärt die Anleitung , wie das geht. BW                        | |
| Perla Krämer             | Von-der-Recke-Straße 10 ⊙                 | Hier wohnte Perla Krämer geb. Kramer Jg. 1900 ausgewiesen 1939 Richtung Osten Schicksal unbekannt                                                     | Bild gesucht Die Wikipedia wünscht sich an dieser Stelle ein Bild vom hier behandelten Ort. Falls du dabei helfen möchtest, erklärt die Anleitung , wie das geht. BW | |
| Max Krämer               | Von-der-Recke-Straße 10 ⊙                 | Hier wohnte Max Krämer Jg. 1926 ausgewiesen 1939 Richtung Osten Schicksal unbekannt                                                                   | Bild gesucht Die Wikipedia wünscht sich an dieser Stelle ein Bild vom hier behandelten Ort. Falls du dabei helfen möchtest, erklärt die Anleitung , wie das geht. BW | |
| Charlotte Krämer         | Von-der-Recke-Straße 10 ⊙                 | Hier wohnte Charlotte Krämer Jg. 1933 ausgewiesen 1939 Richtung Osten Schicksal unbekannt                                                             | Bild gesucht Die Wikipedia wünscht sich an dieser Stelle ein Bild vom hier behandelten Ort. Falls du dabei helfen möchtest, erklärt die Anleitung , wie das geht. BW | |
| Hugo Broch               | Von-der-Recke-Straße 11 ⊙                 | Hier wohnte Hugo Broch Jg. 1872 deportiert 1942 Riga ermordet 2.11.1943                                                                               | Bild gesucht Der Benutzer GeorgDerReisende ( Diskussion ) wünscht sich an dieser Stelle ein Bild vom Ort mit diesen Koordinaten 51.507898 7.096129 . Motiv: Von-der-Recke-Straße 11: die Stolpersteine für die Familie Broch und Ida Reifenberg, die Lage und das Haus Falls du dabei helfen möchtest, erklärt die Anleitung , wie das geht. BW | |
| Theresa Broch            | Von-der-Recke-Straße 11 ⊙                 | Hier wohnte Theresa Broch geb. Lowbeer Jg. 1870 deportiert 1942 Riga ermordet Nov. 1943                                                               | Bild gesucht Die Wikipedia wünscht sich an dieser Stelle ein Bild vom hier behandelten Ort. Falls du dabei helfen möchtest, erklärt die Anleitung , wie das geht. BW | |
| Joseph Broch             | Von-der-Recke-Straße 11 ⊙                 | Hier wohnte Joseph Broch Jg. 1904 deportiert 1941 Zamosc ermordet                                                                                     | Bild gesucht Die Wikipedia wünscht sich an dieser Stelle ein Bild vom hier behandelten Ort. Falls du dabei helfen möchtest, erklärt die Anleitung , wie das geht. BW | |
| Ida Reifenberg           | Von-der-Recke-Straße 11 ⊙                 | Hier wohnte Ida Reifenberg Jg. 1878 gedemütigt/entrechtet vor Deportation Flucht in den Tod 20. Nov. 1941                                             | Bild gesucht Die Wikipedia wünscht sich an dieser Stelle ein Bild vom hier behandelten Ort. Falls du dabei helfen möchtest, erklärt die Anleitung , wie das geht. BW | |
| DR. Hugo Alexander       | Von-der-Recke-Straße 15 ⊙                 | Hier wohnte Hugo Alexander Jg. 1886 'Schutzhaft' 1938 Gefängnis Gelsenkirchen Flucht 1939 England                                                     | Bild gesucht Der Benutzer GeorgDerReisende ( Diskussion ) wünscht sich an dieser Stelle ein Bild vom Ort mit diesen Koordinaten 51.507955 7.096553 . Motiv: Von-der-Recke-Straße 15: die Stolpersteine für die Familie Alexander, die Lage und das Haus Falls du dabei helfen möchtest, erklärt die Anleitung , wie das geht. BW                | |
| Helene Alexander         | Von-der-Recke-Straße 15 ⊙                 | Hier wohnte Helene Alexander geb. Reifenberg Jg. 1900 Flucht 1939 England                                                                             | Bild gesucht Die Wikipedia wünscht sich an dieser Stelle ein Bild vom hier behandelten Ort. Falls du dabei helfen möchtest, erklärt die Anleitung , wie das geht. BW | |
| Fritz Alexander          | Von-der-Recke-Straße 15 ⊙                 | Hier wohnte Fritz Alexander Jg. 1928 Kindertransport 1939 England                                                                                     | Bild gesucht Die Wikipedia wünscht sich an dieser Stelle ein Bild vom hier behandelten Ort. Falls du dabei helfen möchtest, erklärt die Anleitung , wie das geht. BW | |
| Markus Häusler           | Weberstraße 32 ⊙                          | Hier wohnte Markus Häusler Jg. 1893 verhaftet 9.9.1939 'Schutzhaft' Sachsenhausen ermordet 14.12.1940                                                 | Bild gesucht Der Benutzer GeorgDerReisende ( Diskussion ) wünscht sich an dieser Stelle ein Bild vom Ort mit diesen Koordinaten 51.508032 7.10047 . Motiv: Weberstraße 32: die Stolpersteine für die Familie Häusler und deren Lage Falls du dabei helfen möchtest, erklärt die Anleitung , wie das geht. BW                                    | |
| Sima Häusler             | Weberstraße 32 ⊙                          | Hier wohnte Sima Häusler geb. Kreindler Jg. 1900 deportiert 1942 Ghetto Warschau ermordet                                                             | Bild gesucht Die Wikipedia wünscht sich an dieser Stelle ein Bild vom hier behandelten Ort. Falls du dabei helfen möchtest, erklärt die Anleitung , wie das geht. BW | |
| Israel Häusler           | Weberstraße 32 ⊙                          | Hier wohnte Israel Häusler Jg. 1928 Flucht 1939 Holland interniert Westerbork deportiert 1944 Bergen-Belsen befreit                                   | Bild gesucht Die Wikipedia wünscht sich an dieser Stelle ein Bild vom hier behandelten Ort. Falls du dabei helfen möchtest, erklärt die Anleitung , wie das geht. BW | |
| Recha Häusler            | Weberstraße 32 ⊙                          | Hier wohnte Recha Häusler Jg. 1930 Flucht 1939 Holland interniert Westerbork deportiert 1943 Sobibor ermordet 23.7.1943                               | Bild gesucht Die Wikipedia wünscht sich an dieser Stelle ein Bild vom hier behandelten Ort. Falls du dabei helfen möchtest, erklärt die Anleitung , wie das geht. BW | |
| Esther Häusler           | Weberstraße 32 ⊙                          | Hier wohnte Esther Häusler Jg. 1932 deportiert 1942 Ghetto Warschau ermordet                                                                          | Bild gesucht Die Wikipedia wünscht sich an dieser Stelle ein Bild vom hier behandelten Ort. Falls du dabei helfen möchtest, erklärt die Anleitung , wie das geht. BW | |
| Meier Häusler            | Weberstraße 32 ⊙                          | Hier wohnte Meier Häusler Jg. 1936 deportiert 1942 Ghetto Warschau ermordet                                                                           | Bild gesucht Die Wikipedia wünscht sich an dieser Stelle ein Bild vom hier behandelten Ort. Falls du dabei helfen möchtest, erklärt die Anleitung , wie das geht. BW | |
| Mali Häusler             | Weberstraße 32 ⊙                          | Hier wohnte Mali Häusler Jg. 1938 deportiert 1942 Ghetto Warschau ermordet                                                                            | Bild gesucht Die Wikipedia wünscht sich an dieser Stelle ein Bild vom hier behandelten Ort. Falls du dabei helfen möchtest, erklärt die Anleitung , wie das geht. BW | |
| Rosa Cohn                | Wittekindstraße 21 ⊙                      | Hier wohnte Rosa Cohn geb. Hamberg Jg. 1959 Flucht 1939 Holland interniert Westerbork deportiert 1943 Sobibor ermordet 16.4.1943                      | Bild gesucht Der Benutzer GeorgDerReisende ( Diskussion ) wünscht sich an dieser Stelle ein Bild vom Ort mit diesen Koordinaten 51.506113 7.091331 . Motiv: Wittekindstraße 21: die Stolpersteine für die Familie Cohn, die Lage und das Haus Falls du dabei helfen möchtest, erklärt die Anleitung , wie das geht. BW                          | |
| Siegfried Cohn           | Wittekindstraße 21 ⊙                      | Hier wohnte Siegfried Cohn Jg. 1887 Flucht 1939 Holland 1940 USA                                                                                      | Bild gesucht Die Wikipedia wünscht sich an dieser Stelle ein Bild vom hier behandelten Ort. Falls du dabei helfen möchtest, erklärt die Anleitung , wie das geht. BW | |
| Theresa Cohn             | Wittekindstraße 21 ⊙                      | Hier wohnte Theresa Cohn geb. Hartog Jg. 1900 Flucht 1939 Holland 1940 USA                                                                            | Bild gesucht Die Wikipedia wünscht sich an dieser Stelle ein Bild vom hier behandelten Ort. Falls du dabei helfen möchtest, erklärt die Anleitung , wie das geht. BW | |
| Hermann Cohn             | Wittekindstraße 21 ⊙                      | Hier wohnte Hermann Cohn Jg. 1921 Flucht 1938 USA | Bild gesucht Die Wikipedia wünscht sich an dieser Stelle ein Bild vom hier behandelten Ort. Falls du dabei helfen möchtest, erklärt die Anleitung , wie das geht. BW | |
| Walter Cohn              | Wittekindstraße 21 ⊙                      | Hier wohnte Walter Cohn Jg. 1924 Flucht 1937 USA | Bild gesucht Die Wikipedia wünscht sich an dieser Stelle ein Bild vom hier behandelten Ort. Falls du dabei helfen möchtest, erklärt die Anleitung , wie das geht. BW | |

## Bismarck
| Person           | Adresse              | Inschrift | Bild | weitere Informationen |
| ---------------- | -------------------- | --- | --- | --------------------- |
| Ludwig Hain      | Bismarckstraße 205 ⊙ | Hier wohnte Ludwig Hain Jg. 1887 Scheidung verweigert ausgegrenzt/drangsaliert überlebt                                 | Bild gesucht Der Benutzer GeorgDerReisende ( Diskussion ) wünscht sich an dieser Stelle ein Bild vom Ort mit diesen Koordinaten 51.528089 7.107263 . Motiv: Bismarckstraße 205: die Stolpersteine für das Ehepaar Hain, die Lage und das Haus Falls du dabei helfen möchtest, erklärt die Anleitung , wie das geht. BW                                    |                       |
| Grete Hain       | Bismarckstraße 205 ⊙ | Hier wohnte Grete Hain geb. Grawi Jg. 1891 verhaftet 19.9.1944 Zwangsarbeit Frauenlager Elben Organisation Todt befreit | Bild gesucht Die Wikipedia wünscht sich an dieser Stelle ein Bild vom hier behandelten Ort. Falls du dabei helfen möchtest, erklärt die Anleitung , wie das geht. BW |                       |
| Adolf Itzingsohn | Bismarckstraße 227 ⊙ | Hier wohnte Adolf Itzingsohn Jg. 1878 gedemütigt/entrechtet tot 16. Sept. 1940                                          | Bild gesucht Der Benutzer GeorgDerReisende ( Diskussion ) wünscht sich an dieser Stelle ein Bild vom Ort mit diesen Koordinaten 51.529525 7.108239 . Motiv: Bismarckstraße 227: die Stolpersteine für Adolf Itzingsohn, Berta Issen und das Ehepaar Wolff, die Lage und das Haus Falls du dabei helfen möchtest, erklärt die Anleitung , wie das geht. BW |                       |
| Berta Issen      | Bismarckstraße 227 ⊙ | Hier wohnte Berta Issen geb. Kahn Jg. 1874 deportiert 1942 Ghetto Warschau ermordet                                     | Bild gesucht Die Wikipedia wünscht sich an dieser Stelle ein Bild vom hier behandelten Ort. Falls du dabei helfen möchtest, erklärt die Anleitung , wie das geht. BW |                       |
| Eugen Wolff      | Bismarckstraße 227 ⊙ | Hier wohnte Eugen Wolff Jg. 1896 Flucht 1939 Belgien mit Hilfe überlebt                                                 | Bild gesucht Die Wikipedia wünscht sich an dieser Stelle ein Bild vom hier behandelten Ort. Falls du dabei helfen möchtest, erklärt die Anleitung , wie das geht. BW |                       |
| Helene Wolff     | Bismarckstraße 227 ⊙ | Hier wohnte Helene Wolff geb. Issen Jg. 1903 Flucht 1939 Belgien mit Hilfe überlebt                                     | Bild gesucht Die Wikipedia wünscht sich an dieser Stelle ein Bild vom hier behandelten Ort. Falls du dabei helfen möchtest, erklärt die Anleitung , wie das geht. BW |                       |

## Bulmke-Hüllen
| Person               | Adresse                  | Inschrift | Bild | weitere Informationen |
| -------------------- | ------------------------ | --- | --- | --------------------- |
| Sarah Lilienthal     | Auf dem Graskamp 49 ⊙    | Hier wohnte Sarah Lilienthal geb. Daniel Jg. 1846 gedemütigt/entrechtet tot 22. Mai 1936                                                                                                | Bild gesucht Der Benutzer GeorgDerReisende ( Diskussion ) wünscht sich an dieser Stelle ein Bild vom Ort mit diesen Koordinaten 51.510887 7.110349 . Motiv: Auf dem Graskamp 49: die Stolpersteine für die Familie Lilienthal, die Lage und das Haus Falls du dabei helfen möchtest, erklärt die Anleitung , wie das geht. BW               |                       |
| Martha Lilienthal    | Auf dem Graskamp 49 ⊙    | Hier wohnte Martha Lilienthal Jg. 1883 deportiert 1942 Riga ermordet | Bild gesucht Die Wikipedia wünscht sich an dieser Stelle ein Bild vom hier behandelten Ort. Falls du dabei helfen möchtest, erklärt die Anleitung , wie das geht. BW |                       |
| Hendryk Matuszak     | Bismarckstraße 56 ⊙      | Hier wohnte Hendryk Matuszak Jg. 1882 ausgewiesen Sept. 1939 Lublin ermordet | Bild gesucht Der Benutzer GeorgDerReisende ( Diskussion ) wünscht sich an dieser Stelle ein Bild vom Ort mit diesen Koordinaten 51.514618 7.102933 . Motiv: Bismarckstraße 56: die Stolpersteine für die Familie Matuszak, die Lage und das Haus Falls du dabei helfen möchtest, erklärt die Anleitung , wie das geht. BW                   |                       |
| Berta Matuszak       | Bismarckstraße 56 ⊙      | Hier wohnte Berta Matuszak geb. Gady Jg. 1882 deportiert 1942 Riga ermordet | Bild gesucht Die Wikipedia wünscht sich an dieser Stelle ein Bild vom hier behandelten Ort. Falls du dabei helfen möchtest, erklärt die Anleitung , wie das geht. BW |                       |
| Hermann Matuszak     | Bismarckstraße 56 ⊙      | Hier wohnte Hermann Matuszak Jg. 1911 deportiert 1942 Transit-Ghetto Izbica ermordet | Bild gesucht Die Wikipedia wünscht sich an dieser Stelle ein Bild vom hier behandelten Ort. Falls du dabei helfen möchtest, erklärt die Anleitung , wie das geht. BW |                       |
| Irmgard Matuszak     | Bismarckstraße 56 ⊙      | Hier wohnte Irmgard Matuszak geb. Markus Jg. 1920 deportiert 1942 Transit-Ghetto Izbica ermordet                                                                                        | Bild gesucht Die Wikipedia wünscht sich an dieser Stelle ein Bild vom hier behandelten Ort. Falls du dabei helfen möchtest, erklärt die Anleitung , wie das geht. BW |                       |
| Chana Matuszak       | Bismarckstraße 56 ⊙      | Hier wohnte Chana Matuszak Jg. 1940 deportiert 1942 Transit-Ghetto Izbica ermordet | Bild gesucht Die Wikipedia wünscht sich an dieser Stelle ein Bild vom hier behandelten Ort. Falls du dabei helfen möchtest, erklärt die Anleitung , wie das geht. BW |                       |
| Berl Matuszak        | Bismarckstraße 56 ⊙      | Hier wohnte Berl Matuszak Jg. 1941 deportiert 1942 Transit-Ghetto Izbica ermordet | Bild gesucht Die Wikipedia wünscht sich an dieser Stelle ein Bild vom hier behandelten Ort. Falls du dabei helfen möchtest, erklärt die Anleitung , wie das geht. BW |                       |
| Max Matuszak         | Bismarckstraße 56 ⊙      | Hier wohnte Max Matuszak Jg. 1921 'Polenaktion' 1938 Bentschen/Zbaszyn Lublin ermordet                                                                                                  | Bild gesucht Die Wikipedia wünscht sich an dieser Stelle ein Bild vom hier behandelten Ort. Falls du dabei helfen möchtest, erklärt die Anleitung , wie das geht. BW |                       |
| Kurt Rosengarten     | Bismarckstraße 152 ⊙     | Hier wohnte Kurt Rosengarten Jg 1924 deportiert 1942 Riga tot Nov. 1943 in Riga-Jungfernhof                                                                                             | |                       |
| Heinrich Hirschhorn  | Bismarckstraße 152 ⊙     | Hier wohnte Heinrich Hirschhorn Jg. 1921 deportiert 1942 Riga 1944 Stutthof 1944 Buchenwald Außenkommando 'Wille' tot 1944 bei Bombenangriff                                            | |                       |
| Hermann Hirschhorn   | Bismarckstraße 152 ⊙     | Hier wohnte Hermann Hirschhorn Jg. 1894 verhaftet 1940 Sachsenhausen 1941 Dachau tot 18.6.1942 Neuengamme                                                                               | |                       |
| Käthe Hirschhorn     | Bismarckstraße 152 ⊙     | Hier wohnte Käthe Hirschhorn Jg. 1929 deportiert 1942 Riga 1944 Stutthof ??? | |                       |
| Martha Hirschhorn    | Bismarckstraße 152 ⊙     | Hier wohnte Käthe Hirschhorn geb. Karpf Jg. 1905 deportiert 1942 Riga 1944 Stutthof ???                                                                                                 | |                       |
| Ruth Hirschhorn      | Bismarckstraße 152 ⊙     | Hier wohnte Ruth Hirschhorn Jg. 1932 deportiert 1942 Riga 1944 Stutthof ??? | |                       |
| Moritz Meyer         | Bismarckstraße 152 ⊙     | Hier wohnte Moritz Meyer Jg. 1873 Flucht 1939 Holland interniert Westerbork deportiert 1943 ermordet 5.2.1943 Auschwitz                                                                 | |                       |
| Toni Meyer           | Bismarckstraße 152 ⊙     | Hier wohnte Toni Meyer geb. Schönenberg Jg. 1879 Flucht 1939 Holland interniert Westerbork deportiert 1943 ermordet 5.2.1943 Auschwitz                                                  | |                       |
| Siegfried Homberg    | Florastraße 114 ⊙        | Hier wohnte Siegfried Homberg Jg. 1892 deportiert 1942 Riga 1943 Riga-Kaiserwald ermordet 24.7.1944                                                                                     | Bild gesucht Der Benutzer GeorgDerReisende ( Diskussion ) wünscht sich an dieser Stelle ein Bild vom Ort mit diesen Koordinaten 51.515785 7.10532 . Motiv: Florastraße 114: die Stolpersteine für die Familie Homberg, die Lage und das Haus Falls du dabei helfen möchtest, erklärt die Anleitung , wie das geht. BW                       |                       |
| Berta Homberg        | Florastraße 114 ⊙        | Hier wohnte Berta Homberg geb. Dieckhoff Jg. 1893 deportiert 1942 Riga 1943 Riga-Kaiserwald ermordet 24.7.1944                                                                          | Bild gesucht Die Wikipedia wünscht sich an dieser Stelle ein Bild vom hier behandelten Ort. Falls du dabei helfen möchtest, erklärt die Anleitung , wie das geht. BW |                       |
| Leonie Homberg       | Florastraße 114 ⊙        | Hier wohnte Leonie Homberg Jg. 1928 deportiert 1942 Riga 1943 Riga-Kaiserwald ermordet 24.7.1944                                                                                        | Bild gesucht Die Wikipedia wünscht sich an dieser Stelle ein Bild vom hier behandelten Ort. Falls du dabei helfen möchtest, erklärt die Anleitung , wie das geht. BW |                       |
| Renate Homberg       | Florastraße 114 ⊙        | Hier wohnte Renate Homberg Jg. 1931 deportiert 1942 Riga ermordet | Bild gesucht Die Wikipedia wünscht sich an dieser Stelle ein Bild vom hier behandelten Ort. Falls du dabei helfen möchtest, erklärt die Anleitung , wie das geht. BW |                       |
| Margarete Meyer      | Florastraße 166 ⊙        | Hier wohnte Margarete Meyer geb. Schwarz Jg. 1900 verhaftet 1944 Zwangsarbeit Frauenlager Elben 'Organisation Todt' befreit                                                             | |                       |
| Heinrich Meyer       | Florastraße 166 ⊙        | Hier wohnte Heinrich Meyer Jg. 1889 vom 'Volkssturm' auf der Straße erschossen 1. April 1945                                                                                            | |                       |
| Esther Lippers       | Heinrichplatz 1 ⊙        | Hier wohnte Esther Lippers geb. Silberberg Jg. 1896 deportiert 1942 Theresienstadt ermordet 29.7.1943                                                                                   | Bild gesucht Der Benutzer GeorgDerReisende ( Diskussion ) wünscht sich an dieser Stelle ein Bild vom Ort mit diesen Koordinaten 51.512008 7.110372 . Motiv: Heinrichplatz 1: die Stolpersteine für Esther Lippers und die Familie Rosenbaum, die Lage und das Haus Falls du dabei helfen möchtest, erklärt die Anleitung , wie das geht. BW |                       |
| Siegfried Rosenbaum  | Heinrichplatz 1 ⊙        | Hier wohnte Siegfried Rosenbaum Jg. 1886 deportiert 1942 Ghetto Warschau ermordet | Bild gesucht Die Wikipedia wünscht sich an dieser Stelle ein Bild vom hier behandelten Ort. Falls du dabei helfen möchtest, erklärt die Anleitung , wie das geht. BW |                       |
| Selma Rosenbaum      | Heinrichplatz 1 ⊙        | Hier wohnte Selma Rosenbaum geb. Lippers Jg. 1893 gedemütigt/entrechtet tot 7.9.1941 | Bild gesucht Die Wikipedia wünscht sich an dieser Stelle ein Bild vom hier behandelten Ort. Falls du dabei helfen möchtest, erklärt die Anleitung , wie das geht. BW |                       |
| Ilse Rosenbaum       | Heinrichplatz 1 ⊙        | Hier wohnte Ilse Rosenbaum Jg. 1923 deportiert 1942 Ghetto Warschau ermordet | Bild gesucht Die Wikipedia wünscht sich an dieser Stelle ein Bild vom hier behandelten Ort. Falls du dabei helfen möchtest, erklärt die Anleitung , wie das geht. BW |                       |
| Werner Rosenbaum     | Heinrichplatz 1 ⊙        | Hier wohnte Werner Rosenbaum Jg. 1930 deportiert 1942 Ghetto Warschau ermordet | Bild gesucht Die Wikipedia wünscht sich an dieser Stelle ein Bild vom hier behandelten Ort. Falls du dabei helfen möchtest, erklärt die Anleitung , wie das geht. BW |                       |
| David Nussbaum       | Hildegardstraße 21 ⊙     | Hier wohnte David Nussbaum Jg. 1901 'Polenaktion' 1938 Bentschen/Zbaszyn zurückgekehrt 'Schutzhaft' 9.9.1939 Sachsenhausen ermordet 9.6.1940                                            | Bild gesucht Der Benutzer GeorgDerReisende ( Diskussion ) wünscht sich an dieser Stelle ein Bild vom Ort mit diesen Koordinaten 51.515346 7.105992 . Motiv: Hildegardstraße 21: die Stolpersteine für die Familie Nussbaum, die Lage und das Haus Falls du dabei helfen möchtest, erklärt die Anleitung , wie das geht. BW                  |                       |
| Malka Nussbaum       | Hildegardstraße 21 ⊙     | Hier wohnte Malka Nussbaum geb. Rechtschaffen Jg. 1903 deportiert 1942 Riga ermordet Nov. 1943                                                                                          | Bild gesucht Die Wikipedia wünscht sich an dieser Stelle ein Bild vom hier behandelten Ort. Falls du dabei helfen möchtest, erklärt die Anleitung , wie das geht. BW |                       |
| Ruth Nussbaum        | Hildegardstraße 21 ⊙     | Hier wohnte Ruth Nussbaum Jg. 1928 deportiert 1942 Riga ermordet Nov. 1943 | Bild gesucht Die Wikipedia wünscht sich an dieser Stelle ein Bild vom hier behandelten Ort. Falls du dabei helfen möchtest, erklärt die Anleitung , wie das geht. BW |                       |
| Siegfried Nussbaum   | Hildegardstraße 21 ⊙     | Hier wohnte Siegfried Nussbaum Jg. 1930 deportiert 1942 Riga ermordet Nov. 1943 | Bild gesucht Die Wikipedia wünscht sich an dieser Stelle ein Bild vom hier behandelten Ort. Falls du dabei helfen möchtest, erklärt die Anleitung , wie das geht. BW |                       |
| Mirjam Nussbaum      | Hildegardstraße 21 ⊙     | Hier wohnte Mirjam Nussbaum Jg. 1937 'Polenaktion' 1938 Bentschen/Zbaszyn zurückgekehrt deportiert 1942 Riga ermordet Nov. 1943                                                         | Bild gesucht Die Wikipedia wünscht sich an dieser Stelle ein Bild vom hier behandelten Ort. Falls du dabei helfen möchtest, erklärt die Anleitung , wie das geht. BW |                       |
| Paul Kusz            | Hohenzollernstraße 272 ⊙ | Hier wohnte Paul Kusz Jg. 1918 verhaftet 1944 'Fahnenflucht' 1944 Todesurteil ermordet 21.7.1944 Dortmunder Gerichtsgefängnis                                                           | Bild gesucht Der Benutzer GeorgDerReisende ( Diskussion ) wünscht sich an dieser Stelle ein Bild vom Ort mit diesen Koordinaten 51.524411 7.105902 . Motiv: Hohenzollernstraße 272: der Stolpersteine für Paul Kusz, die Lage und das Haus Falls du dabei helfen möchtest, erklärt die Anleitung , wie das geht. BW                         |                       |
| Johanna Rabinowitsch | Kesselstraße 29 ⊙        | Hier wohnte Johanna Rabinowitsch geb. Carmusin verw. Lewin Jg. 1896 deportiert 1942 Riga 1944 Stutthof ermordet                                                                         | |                       |
| David Rabinowitsch   | Kesselstraße 29 ⊙        | Hier wohnte David Rabinowitsch Jg. 1894 deportiert 1942 Riga 1944 Stutthof 1945 Todesmarsch Lager Rieben ermordet                                                                       | |                       |
| Arthur Lewin         | Kesselstraße 29 ⊙        | Hier wohnte Arthur Lewin Jg. 1923 deportiert 1942 Riga befreit | |                       |
| Benjamin Spiegel     | Kirchstraße 65 ⊙         | Hier wohnte Benjamin Spiegel Jg. 1900 abgeschoben 1938 Bentschen 1940 Sachsenhausen ermordet 28.5.1942                                                                                  | Bild gesucht Der Benutzer GeorgDerReisende ( Diskussion ) wünscht sich an dieser Stelle ein Bild vom Ort mit diesen Koordinaten 51.510747 7.107417 . Motiv: Kirchstraße 65: die Stolpersteine für die Familie Spiegel, die Lage und das Haus Falls du dabei helfen möchtest, erklärt die Anleitung , wie das geht. BW                       |                       |
| Sara Spiegel         | Kirchstraße 65 ⊙         | Hier wohnte Sara Spiegel geb. Finger Jg. 1904 Flucht 1942 Belgien versteckt/überlebt | Bild gesucht Die Wikipedia wünscht sich an dieser Stelle ein Bild vom hier behandelten Ort. Falls du dabei helfen möchtest, erklärt die Anleitung , wie das geht. BW |                       |
| Ruth Spiegel         | Kirchstraße 65 ⊙         | Hier wohnte Ruth Spiegel Jg. 1937 Flucht 1942 Belgien versteckt/überlebt | Bild gesucht Die Wikipedia wünscht sich an dieser Stelle ein Bild vom hier behandelten Ort. Falls du dabei helfen möchtest, erklärt die Anleitung , wie das geht. BW |                       |
| Peter Heinen         | Neuhüller Straße 27 ⊙    | Hier wohnte Peter Heinen Jg. 1902 Zeuge Jehovas verhaftet 1936 Polizeigefängnis Gelsenkirchen von Gestapo zu Tode geprügelt 9.10.1936                                                   | |                       |
| Juda Rosenberg       | Ringstraße 48 ⊙          | Hier wohnte Juda Rosenberg Jg. 1895 verhaftet 1939 'Verstoß gegen Aufenthaltsverbot' Polizeigefängnis Gelsenkirchen Sachsenhausen tot 18.5.1940                                         | |                       |
| Georg Alexander      | Ringstraße 54 ⊙          | Hier wohnte Georg Alexander Jg. 1884 verhaftet 22.6.1938 Sachsenhausen entlassen 27.1.1939 deportiert 1942 Riga ermordet                                                                | |                       |
| Ella Alexander       | Ringstraße 54 ⊙          | Hier wohnte Ella Alexander geb. Loszinsky Jg. 1888 gedemütigt/entrechtet Flucht in den Tod 7.12.1938                                                                                    | |                       |
| Ernst Alexander      | Ringstraße 54 ⊙          | Hier wohnte Ernst Alexander Jg. 1914 Flucht 1938 Holland interniert Westerbork deportiert 1942 Auschwitz ermordet 30.8.1942                                                             | |                       |
| Alfred Alexander     | Ringstraße 54 ⊙          | Hier wohnte Alfred Alexander Jg. 1921 Flucht 1939 Holland verhaftet deportiert Mauthausen ermordet 3.2.1942                                                                             | |                       |
| Johanna Alexander    | Ringstraße 54 ⊙          | Hier wohnte Johanna Alexander Jg. 1923 Flucht 1939 Holland interniert Westerbork deportiert 1944 Theresienstadt 1944 Auschwitz befreit/überlebt                                         | |                       |
| Friederich Poburski  | Vandalenstraße 14 ⊙      | Hier wohnte Friederich Poburski Jg. 1897 Zeuge Jehovas verhaftet 1939 Sachsenhausen 1944 Bergen-Belsen tot 16.4.1945                                                                    | |                       |
| Benjamin Posner      | Vohwinkelstraße 12 ⊙     | Hier wohnte Benjamin Posner Jg. 1864 gedemütigt/entrechtet tot 2.3.1940 | |                       |
| Carola Herz          | Vohwinkelstraße 12 ⊙     | Hier wohnte Carola Herz geb. Posner Jg. 1897 deportiert 1942 Riga 1944 Stutthof ermordet 5.1.1945                                                                                       | |                       |
| Hildegard Herz       | Vohwinkelstraße 12 ⊙     | Hier wohnte Hildegard Herz verh. Budd Jg. 1917 Flucht 1938 England | |                       |
| Selma Schönenberg    | Wanner Straße 119 ⊙      | Hier wohnte Selma Schönenberg geb. Rosenthal Jg. 1890 Opfer des Pogroms 1938 zwangseingewiesen 1942 Jüdisches Altersheim Bielefeld deportiert 1942 Richtung Auschwitz tot auf Transport | |                       |
| Erna Gradewitz       | Wanner Straße 119 ⊙      | Hier wohnte Erna Gradewitz geb. Schönenberg Jg. 1915 Opfer des Pogroms 1938 Flucht 1939 Holland interniert Westerbork deportiert Auschwitz ermordet 30.11.1943                          | |                       |
| Günter Schönenberg   | Wanner Straße 119 ⊙      | Hier wohnte Günter Schönenberg Jg. 1920 Flucht 1938 Holland 1943 Frankreich überlebt | |                       |
| Helene Lewek         | Wildenbruchplatz 2 ⊙     | Wildenbruchplatz Nr. 13 1942 Sammellager Helene Lewik Jg. 1881 vor Deportation Flucht in den Tod 25.1.1942                                                                              | |                       |
| Isidor Isacson       | Wildenbruchstraße 10 ⊙   | Hier wohnte Isidor Isacson Jg. 1875 Flucht 1936 Holland interniert Westerbork deportiert 1943 Sobibor ermordet 28.5.1943                                                                | |                       |
| Flora Isacson        | Wildenbruchstraße 10 ⊙   | Hier wohnte Flora Isacson geb. Masur Jg. 1876 Flucht 1936 Holland interniert Westerbork deportiert 1943 Sobibor ermordet 28.5.1943                                                      | |                       |

## Feldmark
| Person              | Adresse                 | Inschrift | Bild | weitere Informationen |
| ------------------- | ----------------------- | --- | --- | --------------------- |
| Bernhard Höchster   | Feldmarkstraße 119 ⊙    | Hier wohnte Bernhard Höchster Jg. 1870 gedemütigt/entrechtet tot 27.9.1938                                                                       | Bild gesucht Der Benutzer GeorgDerReisende ( Diskussion ) wünscht sich an dieser Stelle ein Bild vom Ort mit diesen Koordinaten 51.508399 7.079027 . Motiv: Feldmarkstraße 119: die Stolpersteine für die Familie Höchster, die Lage und das Haus Falls du dabei helfen möchtest, erklärt die Anleitung , wie das geht. BW     |                       |
| Klara Höchster      | Feldmarkstraße 119 ⊙    | Hier wohnte Klara Höchster geb. Goldstein Jg. 1874 deportiert 1942 Riga ermordet 26.3.1943                                                       | Bild gesucht Die Wikipedia wünscht sich an dieser Stelle ein Bild vom hier behandelten Ort. Falls du dabei helfen möchtest, erklärt die Anleitung , wie das geht. BW |                       |
| Max Höchster        | Feldmarkstraße 119 ⊙    | Hier wohnte Max Höchster Jg. 1906 deportiert 1942 Riga 1944 Stutthof 1945 Todesmarsch ermordet 1945 Lager Rieben                                 | Bild gesucht Die Wikipedia wünscht sich an dieser Stelle ein Bild vom hier behandelten Ort. Falls du dabei helfen möchtest, erklärt die Anleitung , wie das geht. BW |                       |
| Therese Höchster    | Feldmarkstraße 119 ⊙    | Hier wohnte Therese Höchster geb. Servos Jg. 1906 deportiert 1942 Riga Massenerschießung 28.7.1944 Riga Kaiserwald                               | Bild gesucht Die Wikipedia wünscht sich an dieser Stelle ein Bild vom hier behandelten Ort. Falls du dabei helfen möchtest, erklärt die Anleitung , wie das geht. BW |                       |
| Oskar Behrendt      | Küppersbuschstraße 25 ⊙ | Hier wohnte Oskar Behrendt Jg. 1902 im Widerstand verhaftet 1933 Polizeigefängnis Gelsenkirchen von Gestapo zu Tode geprügelt 17.8.1933          | Bild gesucht Der Benutzer GeorgDerReisende ( Diskussion ) wünscht sich an dieser Stelle ein Bild vom Ort mit diesen Koordinaten 51.511662 7.077637 . Motiv: Küppersbuschstraße 25: der Stolperstein für Oskar Behrendt, die Lage und das Haus Falls du dabei helfen möchtest, erklärt die Anleitung , wie das geht. BW         |                       |
| Walter Klüter       | Kurfürstenstraße 8      | Hier wohnte Walter Klüter Jg. 1901 als asozial stigmatisiert mehrmals verhaftet 1942 Dachau 1944 Natzweiler ermordet 12.2.1945                   | Bild gesucht Der Benutzer GeorgDerReisende ( Diskussion ) wünscht sich an dieser Stelle ein Bild vom Ort mit diesen Koordinaten 51.510667 7.082755 . Motiv: Kurfürstenstraße/Boniverstraße: der Stolperstein für Walter Klüter, die Lage und das Haus Falls du dabei helfen möchtest, erklärt die Anleitung , wie das geht. BW |                       |
| Isidor Goldblum     | Zeppelinallee 55 ⊙      | Hier wohnte Isidor Goldblum Jg. 1878 Flucht 1938 USA                                                                                             | Bild gesucht Der Benutzer GeorgDerReisende ( Diskussion ) wünscht sich an dieser Stelle ein Bild vom Ort mit diesen Koordinaten 51.506251 7.082519 . Motiv: Zeppelinallee 55: die Stolpersteine für die Familie Goldblum, die Lage und das Haus Falls du dabei helfen möchtest, erklärt die Anleitung , wie das geht. BW       |                       |
| Recha Goldblum      | Zeppelinallee 55 ⊙      | Hier wohnte Recha Goldblum geb. Katzenstein Jg. 1881 Flucht 1938 USA                                                                             | Bild gesucht Die Wikipedia wünscht sich an dieser Stelle ein Bild vom hier behandelten Ort. Falls du dabei helfen möchtest, erklärt die Anleitung , wie das geht. BW |                       |
| Arthur Goldblum     | Zeppelinallee 55 ⊙      | Hier wohnte Arthur Goldblum Jg. 1891 Flucht 1938 Frankreich verhaftet 1940 Zwangsarbeiterlager Chambaran, Gurs ermordet 19.1.1943 Lager Septfond | Bild gesucht Die Wikipedia wünscht sich an dieser Stelle ein Bild vom hier behandelten Ort. Falls du dabei helfen möchtest, erklärt die Anleitung , wie das geht. BW |                       |
| Elisabeth Goldblum  | Zeppelinallee 55 ⊙      | Hier wohnte Elisabeth Goldblum geb. Wolff Jg. 1902 Flucht 1938 Frankreich mit Hilfe überlebt                                                     | Bild gesucht Die Wikipedia wünscht sich an dieser Stelle ein Bild vom hier behandelten Ort. Falls du dabei helfen möchtest, erklärt die Anleitung , wie das geht. BW |                       |
| Dr. Walter Goldblum | Zeppelinallee 55 ⊙      | Hier wohnte Dr. Walter Goldblum Jg. 1907 Flucht 1938 USA                                                                                         | Bild gesucht Die Wikipedia wünscht sich an dieser Stelle ein Bild vom hier behandelten Ort. Falls du dabei helfen möchtest, erklärt die Anleitung , wie das geht. BW |                       |
| Dr. Helmut Goldblum | Zeppelinallee 55 ⊙      | Hier wohnte Dr. Helmut Goldblum Jg. 1910 Flucht 1938 USA                                                                                         | Bild gesucht Die Wikipedia wünscht sich an dieser Stelle ein Bild vom hier behandelten Ort. Falls du dabei helfen möchtest, erklärt die Anleitung , wie das geht. BW |                       |
| Marga Goldblum      | Zeppelinallee 55 ⊙      | Hier wohnte Marga Goldblum verh. Steinhart Jg. 1918 Flucht 1939 USA                                                                              | Bild gesucht Die Wikipedia wünscht sich an dieser Stelle ein Bild vom hier behandelten Ort. Falls du dabei helfen möchtest, erklärt die Anleitung , wie das geht. BW |                       |
| Lorli Goldblum      | Zeppelinallee 55 ⊙      | Hier wohnte Lorli Goldblum Jg. 1929 Flucht 1938 Frankreich mit Hilfe überlebt                                                                    | Bild gesucht Die Wikipedia wünscht sich an dieser Stelle ein Bild vom hier behandelten Ort. Falls du dabei helfen möchtest, erklärt die Anleitung , wie das geht. BW |                       |
| Paul Bukowski       | Zollvereinstraße 4 ⊙    | Hier wohnte Paul Bukowski Jg. 1898 verhaftet 7.8.1943 'Hochverrat' hingerichtet 23.8.1944 Gefängnis Stuttgart                                    | |                       |

## Schalke
| Person               | Adresse                         | Inschrift | Bild | weitere Informationen |
| -------------------- | ------------------------------- | --- | --- | --------------------- |
| Salomon Tepper       | Florastraße/Höhe Kennedyplatz ⊙ | Hier wohnte Salomon Tepper Jg. 1893 eingewiesen 6.2.1942 Jacoby’sche Anstalt Bendorf-Sayn deportiert 1942 Izbica Schicksal unbekannt                                                                  | |                       |
| Sara Tepper          | Florastraße/Höhe Kennedyplatz ⊙ | Hier wohnte Sara Tepper geb. Steuer Jg. 1898 deportiert 1942 Riga ermordet Nov. 1943 | |                       |
| Anna Tepper          | Florastraße/Höhe Kennedyplatz ⊙ | Hier wohnte Anna Tepper Jg. 1923 Flucht 1939 Holland interniert Westerbork deportiert 1943 Sobibor ermordet 4.6.1943                                                                                  | |                       |
| Dora Tepper          | Florastraße/Höhe Kennedyplatz ⊙ | Hier wohnte Dora Tepper Jg. 1924 Flucht 1939 Holland interniert Westerbork deportiert 1942 Auschwitz ermordet 15.12.1942                                                                              | |                       |
| Max Tepper           | Florastraße/Höhe Kennedyplatz ⊙ | Hier wohnte Max Tepper Jg. 1926 Flucht 1939 Holland versteckt/überlebt | |                       |
| Jakob Ramer          | Florastraße/Höhe Kennedyplatz ⊙ | Hier wohnte Jakob Ramer Jg. 1903 verhaftet 20.3.1940 Sachsenhausen ermordet 20.3.1942 | Bild gesucht Die Wikipedia wünscht sich an dieser Stelle ein Bild vom hier behandelten Ort. Falls du dabei helfen möchtest, erklärt die Anleitung , wie das geht. BW |                       |
| Lisa Ramer           | Florastraße/Höhe Kennedyplatz ⊙ | Hier wohnte Lisa Ramer geb. Fahn Jg. 1903 deportiert 1942 Riga ermordet | Bild gesucht Die Wikipedia wünscht sich an dieser Stelle ein Bild vom hier behandelten Ort. Falls du dabei helfen möchtest, erklärt die Anleitung , wie das geht. BW |                       |
| Hanna Ramer          | Florastraße/Höhe Kennedyplatz ⊙ | Hier wohnte Hanna Ramer Jg. 1932 Flucht 1938 Holland Kindertransport England | Bild gesucht Die Wikipedia wünscht sich an dieser Stelle ein Bild vom hier behandelten Ort. Falls du dabei helfen möchtest, erklärt die Anleitung , wie das geht. BW |                       |
| August Kahn          | Gewerkenstraße 68 ⊙             | Hier wohnte August Kahn Jg. 1869 deportiert 1942 Theresienstadt ermordet 11.10.1944 | |                       |
| Rosa Kahn            | Gewerkenstraße 68 ⊙             | Hier wohnte Rosa Kahn geb. Weber Jg. 1872 deportiert 1942 Theresienstadt ermordet 4.9.1942 | |                       |
| Herrmann Joseph Vell | Grillostraße 57 ⊙               | Hier wohnte Pater Hermann Joseph Vell Jg. 1894 im Widerstand verhaftet 1.2.1944 Dachau zum Tode verurteilt befreit 27.4.1945                                                                          | |                       |
| Isidor Goldblum      | Grillostraße 68 ⊙               | Hier arbeitete Isidor Goldblum Jg. 1878 Konfektionshaus Gebr. Goldblum 'arisiert' 1938 Flucht 1938 USA                                                                                                | |                       |
| Sally B. Haase       | Kurt-Schumacher-Straße 10 ⊙     | Hier wohnte Sally B. Haase Jg. 1891 verhaftet 1938 Sachsenhausen Flucht 1938 Belgien deportiert 1942 aus Drancy ermordet 1944 in Auschwitz                                                            | |                       |
| Carola Haase         | Kurt-Schumacher-Straße 10 ⊙     | Hier wohnte Carola Haase geb. Cossmann Jg. 1898 deportiert 1942 Riga ermordet 1945 in Stutthof | |                       |
| Ingrid Haase         | Kurt-Schumacher-Straße 10 ⊙     | Hier wohnte Ingrid Haase Jg. 1928 deportiert 1942 Riga ermordet 1945 in Stutthof | |                       |
| Fritz Rahkob         | Liebfrauenstraße 38 ⊙           | Hier wohnte Fritz Rahkob Jg. 1885 verhaftet 1943 'Vorbereitung zum Hochverrat' Polizeigefängnis Gelsenkirchen Strafgefängnis München-Stadelheim ermordet 24.8.1944 Untersuchungshaftanstalt Stuttgart | |                       |
| Rudolf Littek        | Liebfrauenstraße 38 ⊙           | Hier wohnte Rudolf Littek Jg. 1890 im Widerstand verhaftet 1943 Gefängnis Gelsenkirchen 1945 Neuengamme MS Thielbeck tot 3.5.1945 Neustädter Bucht                                                    | |                       |
| Sally Meyer          | Schalker Markt 2 ⊙              | Hier wohnte Sally Meyer Jg. 1880 deportiert 1942 Riga 1943 Kaiserwald ermordet 1944 Riga | |                       |
| Henriette Meyer      | Schalker Markt 2 ⊙              | Hier wohnte Henriette Meyer geb. Hamberg Jg. 1884 deportiert 1942 Riga 1943 Kaiserwald ermordet 1944 Riga                                                                                             | |                       |
| Julie Lichtmann      | Schalker Markt 2 ⊙              | Hier wohnte Julie Lichtmann geb. Hamberg Jg. 1882 deportiert 1942 Riga ermordet 1944 Riga Strasdenhof                                                                                                 | |                       |
| Berta Moss           | Schalker Markt 2 ⊙              | Hier wohnte Berta Moss geb. Lichtmann Jg. 1909 Flucht 1939 England überlebt | |                       |
| Siegfried Block      | Schalker Straße 75 ⊙            | Hier wohnte Siegfried Block Jg. 1881 gedemütigt/entrechtet tot 3.7.1938 | |                       |
| Hedwig Block         | Schalker Straße 75 ⊙            | Hier wohnte Hedwig Block geb. Heinemann Jg. 1885 deportiert 1942 Riga verhaftet 'Brotschmuggel' Zentralgefängnis Riga ermordet                                                                        | |                       |
| Kurt Block           | Schalker Straße 75 ⊙            | Hier wohnte Kurt Block Jg. 1911 Flucht 1936 Südafrika | |                       |
| Ruth-Berta Block     | Schalker Straße 75 ⊙            | Hier wohnte Ruth-Berta Block verh. Kronenberg Jg. 1913 Flucht 1936 Südafrika | |                       |
| Hans-Helmut Block    | Schalker Straße 75 ⊙            | Hier wohnte Hans-Helmut Block Jg. 1914 Flucht 1936 England | |                       |
| Siegmund Katzenstein | Schalker Straße 174 ⊙           | Hier wohnte und arbeitete Siegmund Katzenstein Jg. 1878 Flucht 1939 USA | |                       |
| Rosa Katzenstein     | Schalker Straße 174 ⊙           | Hier wohnte Rosa Katzenstein geb. Udewald Jg. 1880 Flucht 1939 USA | |                       |
| Erwin Katzenstein    | Schalker Straße 174 ⊙           | Hier wohnte Erwin Katzenstein Jg. 1908 Flucht 1936 USA | |                       |
| Heinz Katzenstein    | Schalker Straße 174 ⊙           | Hier wohnte Heinz Katzenstein Jg. 1910 Flucht 1933 USA | |                       |
| Leopold Sauer        | Schalker Straße 184 ⊙           | Hier wohnte Leopold Sauer Jg. 1883 deportiert 1942 Riga 1944 Stutthof 1945 Rieben ermordet März 1945                                                                                                  | |                       |
| Auguste Sauer        | Schalker Straße 184 ⊙           | Hier wohnte Auguste Sauer geb. Rothschild Jg. 1888 deportiert 1942 Riga 1944 Stutthof ermordet Dez. 1944                                                                                              | |                       |
| Werner Sauer         | Schalker Straße 184 ⊙           | Hier wohnte Werner Sauer Jg. 1918 deportiert 1942 Riga 1944 Stutthof befreit | |                       |